# Laurel i Hardy

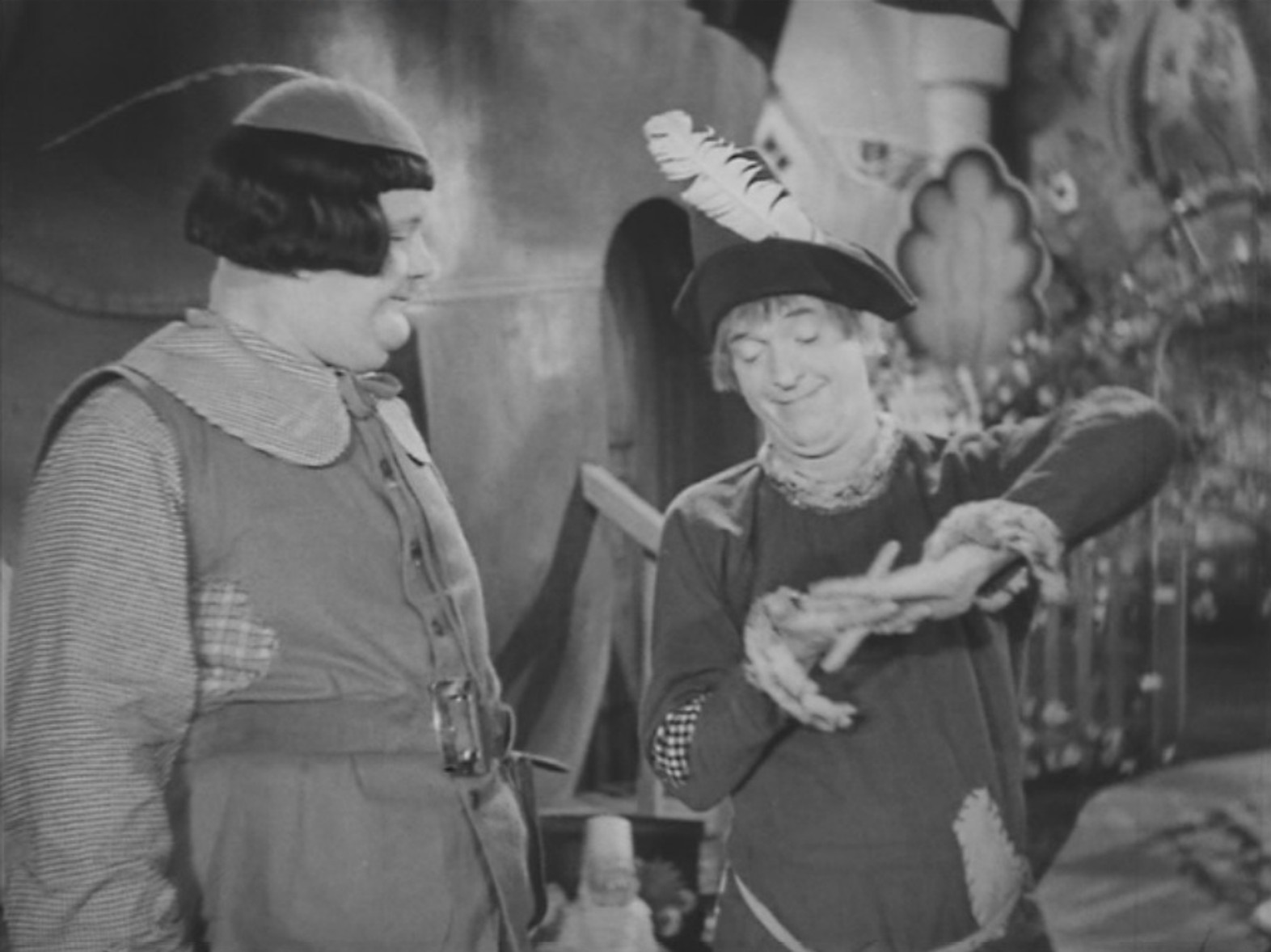
Hardy i Laurel a Babes in Toyland (1934)

Stan Laurel i Oliver Hardy, coneguts popularment com el prim i el gras, van formar la parella còmica més cèlebre del segle xx, un duo del cinema americà d'entreguerres basat sempre en problemes, embolics i destrosses, ritualitzats i polits, dels quals l'ingenu Stan surt sempre indemne, mentre l'Oliver és l'ase dels cops, situació que més endavant veurem repetida amb parelles com ara Mortadel·lo i Filemó. Van fer molts films muts i sonors.

## Stan Laurel sense Oliver Hardy
Arthur Stanley Jefferson, nom autèntic Stan Laurel, va néixer el 16 de juny de 1890 a Ulverston, Lancashire, al nord d'Anglaterra. La seva mare, Madge Metclafe, i el seu pare, Arthur Jefferson, eren actors de teatre.
El jove Stan deixa ben aviat els estudis i només pensa en pujar a l'escenari. El seu pare no és contrari a aquesta vocació, i a partir del 1905 l'ajuda a trobar els seus primers papers. Així s'estrena al music hall anglès, a la companyia de Fred Karno, més concretament a la pantomima de l'obra Mumming Birds. El protagonista és Charles Chaplin, amb el qual es trobarà sovint durant la seva carrera.
Cap al 1912 la companyia fa una gira als Estats Units. Les representacions s'aturen, perquè l'estrella principal, Charlot, ha estat foragitada dels estudis de Hollywood. Llavors Stan s'instal·la a Califòrnia, i fa els seus propis espectacles, sol o en companyia de la seva futura dona.
Ràpidament destaca al cinema, i roda per a Universal alguns curtmetratges muts, pastitxos del gènere slapstick, amb el nom artístic de Hickory Hiram.
El 1919 comença per al jove Stan un període de sort: gagman i comediant, fa paròdies de pel·lícules cèlebres com ara Mr. Don't Care, Dr. Pickle and Mr Pryde per Dr. Jekyll and Mr. Hyde.
Stan desapareix progressivament de les pantalles, i es dedica a escriure guions de pel·lícules que roda de tant en tant com a director, però, el 1926, troba Oliver Hardy.
Stan Laurel va morir el 23 de febrer de 1965 a Santa Mónica, Califòrnia.

## Oliver Hardy sense Stan Laurel
Oliver Norvell Hardy va néixer el 18 de gener de 1892 al si d'una família nombrosa de Harlem, Geòrgia. A l'edat de dos anys perd el pare, i serà pujat per la seva mare, Emilly Norvell. El seu pas per l'escola va ser del tot normal, i de seguida sentí passió per al cant líric. La seva mare l'encoratjà, però la perspectiva d'esdevenir cantant professional no l'entusiasmava gaire. Continuà els seus estudis i es llicencià en dret, però no exercí cap professió que hi estigués vinculada.
El 1910 Oliver descobreix el cinema, i n'obre una sala.
Els anys 1913 i 1914 se situa davant la càmera i debuta fent papers de dolent. Entre el 1913 i el 1916 apareix en més de quatre-centes pel·lícules mudes, on destaca interpretant papers de traïdor. Cada nit, Babe, nom artístic d'Oliver, canta als cabarets. En la mateixa època es fa maçó.
Igual que Stan Laurel, Oliver treballa darrere la càmera i aprèn així les tècniques de l'elaboració d'una pel·lícula.
El 1926 Oliver coneix Stan Laurel.
Oliver Hardy morí, víctima d'un infart cerebral, el 7 d'agost de 1957 a Hollywood.

## El prim i el gras

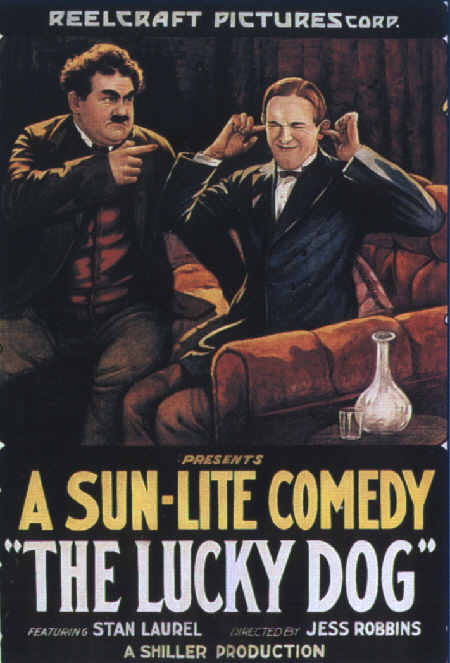
Cartell de la pel·lícula The Lucky Dog

La seva primera trobada a la pantalla, però sense formar parella, fou en la pel·lícula muda A Lucky Dog, produïda el 1918 per Sun-Lite Pictures i estrenada el 1921. El 1926 van tornar a aparèixer –sense compartir cap escena- en la producció de Hal Roach 45 Minutes from Hollywood.
La parella es constitueix oficialment el 1927, en l'obra The Second Hundred Years, dirigida per Fred Guiol i supervisada per Leo McCarey, a qui s'atribueix la idea de crear el duo.
A partir de 1927 van desenvolupar la seva carrera sota els auspicis del productor Hal Roach. Van participar en curtmetratges muts i sonors i llargmetratges.
L'arribada del cinema sonor va comportar la desaparició de molts actors de l'època muda. No obstant això, Laurel i Hardy van tenir una transició al cinema sonor relativament fàcil, amb el curt Unaccustomed As We Are, el 1929. L'accent anglès de Laurel i l'accent del sud de Hardy van donar una nova dimensió als seus personatges. La parella va demostrar la seva capacitat per a l'humor verbal i visual, fent servir els diàlegs per emfatitzar -més que no pas per desplaçar- la seva mímica.
Els curts de Laurel i Hardy, produïts per Hal Roach i estrenats per Metro-Goldwyn-Mayer, van ser produccions de molt èxit en la indústria del cinema d'aquells anys. La majoria dels curts eren de dos rotllos (vint minuts) però va haver-n'hi molts de tres rotllos i fins i tot d'un. Beau Hunks va arribar fins als quatre rotllos. El 1929 van aparèixer per primera vegada en un llargmetratge, en una de les escenes de The Hollywood Revue of 1929.
El 1930 apareixen per primera vegada en color en La cançó de l'estepa, on feien el paper de contrapunt còmic a una història dramàtica. La pel·lícula es considera perduda, ja que només en resten alguns fragments i la banda sonora completa.
El 1931 Laurel i Hardy van fer el seu primer llargmetratge com protagonistes, Pardon Us. A causa de l'èxit de la pel·lícula, la parella va decidir reduir el nombre de curtmetratges per a concentrar-se més en la realització de llargmetratges. En aquesta època van fer, entre d'altres, L'avi de la criatura (1932), Fra Diavolo (o The Devil's Brother), Companys de gresca (Sons of the Desert, 1933) i Babes in Toyland (1934). Amb el curt clàssic The Music Box (1932) van guanyar l'Òscar al millor curtmetratge de comèdia.
Arran del costum de projectar pel·lícules en programes dobles, Hal Roach va decidir tancar l'etapa dels curtmetratges de la parella i dedicar-se només als llargmetratges. L'últim curtmetratge de la sèrie de Laurel i Hardy va ser el 1935, Thicker than Water. Les següents pel·lícules ja entrarien en la categoria de llargmetratges. Les més destacades serien obres com Bonnie Scotland, el 1935, The Bohemian Girl i Our Relations, ambdues de 1936, Way out West, de 1937 (amb la famosa cançó On the Trail of the Lonesome Pine), o Swiss Miss i Block-Heads, rodades el 1938.

## Estil de comèdia i rutines còmiques
L'humor de Laurel i Hardy era per naturalesa slapstick, un tipus d'humor on s'exagera la violència física, molt comuna en els dibuixos animats. Com a exemple, una escena típica: la parella està treballant en la construcció d'una casa, Hardy aguanta uns claus entre les dents, Laurel li dona un cop amistós a l'esquena i Hardy s'empassa els claus.
La major part de les seves pel·lícules van seguir un procés que ells van anomenar munyir. Una idea simple és usada per enllaçar diversos situacions o moments còmics, els gags. Moltes de les seves pel·lícules generen totes les seqüències al voltant dels problemes concrets de la parella en una situació determinada. A partir d'aquí es construeix tota la pel·lícula.
En alguns casos les seves pel·lícules, pels seus components gairebé màgics, s'acosten al surrealisme. Per exemple: Laurel mou el polze com si encengués un encenedor i dels seus dits surt una flama amb la qual encén una pipa. Hardy, ferit en el seu orgull, també intenta fer-ho, i, després de diverses temptatives fallides, aconsegueix encendre els seus dits però comença a cremar-se la mà i la intenta apagar entre crits de dolor.
Una famosa rutina còmica era la coneguda com this-for-that (això per allò) en les seves baralles amb un oponent. Laurel i Hardy comencen a destrossar algun objecte molt estimat pel seu enemic mentre ell ho observa sense cap intenció de defensar-se. Quan la parella acaba la seva trencadissa, el seu enemic, amb calma, comença a destrossar un altre objecte estimat per Laurel i Hardy mentre ells ho observen, i així successivament. Primer els uns i després els altres, van intensificant la destrucció, fins que al final tots els objectes dels qui es barallen acaben fets miques.
Un dels primers exemples d'aquest tipus de pel·lícules és el clàssic mut Big Bussiness, curtmetratge que el 1992 va ser inclòs en la Biblioteca del Congrés dels Estats Units.

## Personatges en la pantalla
Els personatges de Laurel i Hardy representen dos tipus sovint molt ximples, eternament optimistes, gairebé valents en la seva perpètua innocència. El seu humor és físic, però la seva tendència a sofrir tot tipus d'accidents queda compensada per la seva gran amistat, les seves tendres personalitats i la devoció que senten l'un per l'altre.
Són dos nens adults, l'un gras i l'altre prim, i la seva innocent manera de veure la vida els situa sempre a mercè de furiosos propietaris, pomposos ciutadans, policies irats, dones dominants i caps apoplèctics.
Laurel i Hardy van fer servir el seu propi físic per ajudar a crear els seus personatges, potenciant els seus aires, una mica ridículs, però amb molta cura de no fer-los semblar irreals. Stan sempre apareixia amb els cabells curts pels costats, però més llargs damunt del cap per aconseguir el seu famós efecte de cabell d'espantat a conseqüència de gratar-se el cap o estirar-se’ls en moments de por o tensió. Per caminar com una persona amb peus plans, va treure els talons de les seves sabates, normalment de l'exèrcit. Quan parlava amb Oliver sempre el mirava al front i no pas als ulls, per crear la impressió que els seus pensaments en aquell moment estaven molt lluny. La imatge de Laurel i Hardy era la de dos tipus amb barret fort. La formalitat quasi britànica d'aquesta peça de vestir va amb plena consonància amb la seva habitual cortesia i cautela a l'hora de parlar. Per sobre de tot són dos autèntics gentlemans: Mr. Laurel i Mr. Hardy.
En la vida real Laurel i Hardy eren bastant diferents de com es veuen en la pantalla. Laurel era ambiciós i dinàmic, el líder natural de la parella, mentre que Oliver era una mica més tolerant que el seu personatge. Malgrat que Roach va contractar escriptors i directors com H.M. Walker, Leo McCarey, Frank Capra, James Parrotto i James W. Horne, entre d'altres, la majoria dels guions eren retocats, totalment o parcialment, pel mateix Laurel. Reescrivia seqüències senceres, escollia actors i supervisava meticulosament totes les fases de la pel·lícula fins al punt que pràcticament assumia tots els rols d'una producció. Hardy, en certa manera, també hi contribuïa, però se sentia més còmode seguint el lideratge natural del seu company i així poder disposar de temps lliure per a les seves grans aficions, com, per exemple, jugar al golf.
Per iniciativa de Roach van començar a doblar les seves pel·lícules a altres idiomes amb les seves pròpies veus i amb l'ajuda de professors de dicció. Era un procés llarg i costós, ja que calia repetir en els diferents idiomes totes les escenes en les quals participaven. La resta de seqüències es completaven amb actors forans dels diversos països. Però això va reportar grans beneficis en aquests països. Es van adaptar a l'alemany, al francès, a l'italià i a l'espanyol. Com a curiositat, Hardy tenia molta més facilitat per a les llengües que Laurel, amb el seu tancat accent anglès.
Hem de suposar que en les poques pel·lícules seves que s'han doblat al català s'ha imitat el seu accent per no allunyar-se de la veu a què ens tenia acostumats el castellà.

## Decadència
Cap al 1936 la relació entre Laurel i Hardy era una mica tensa, i estaven molt distanciats de Hal Roach. Les disputes entre Laurel i Roach van ser molt habituals a la fi dels anys 30. Hal Roach va abandonar la Metro-Goldwyn-Mayer (que distribuïa les seves pel·lícules) i el 1938 va signar per la United Artists.
El 1939, Roach, cansat de les constants queixes, va decidir acomiadar Laurel. Llavors va intentar formar una nova parella còmica amb Hardy i Harry Langdon, antiga estrella del cinema mut la carrera del qual s'havia gairebé acabat amb l'arribada del cinema sonor, i van rodar una pel·lícula, Zenobia. Roach va haver de reconèixer que no era el mateix i va readmetre de nou Laurel després de diversos episodis de demandes i contrademandes. Tots dos junts van fer dues pel·lícules més per a Roach abans d'abandonar l'estudi el 1940.
Esperant una llibertat artística més gran, Laurel i Hardy van anar als grans estudis, primer a la Fox i després a la Metro-Goldwyn-Mayer. Però en els mètodes de producció, menys artesans i molt més sofisticats, d'aquestes grans companyies, la parella era considerada com un producte antic, i van ser relegats als estudis de pel·lícules de sèrie B. Sense poder exercir gairebé cap poder creatiu sobre aquestes pel·lícules, que eren produccions menys elaborades i amb guions menys proclius a explotar el sentit de l'humor propi que els havia fet famosos, les vuit pel·lícules que van rodar fins al 1944 no van ser recordades amb gaire afecte pels artistes. En general van tenir males crítiques, encara que una d'elles, Jitterbugs (Fox), va ser revalorada anys més tard. Es notava que en aquesta pel·lícula en concret havien tingut una mica de llibertat creativa i s'hi reconeixia el bon treball de Hardy, en un paper una mica diferent d'aquell al qual el públic s'havia acostumat, al costat de l'actriu Lee Parker.
El 1943 van rodar una seqüència muda per a un curtmetratge patriòtic del Departament d'Agricultura, The Tree in a Test Tube. La parella ensenyava l'ús de la fusta, especialment en temps de guerra. D'aquest curt, narrat per Pete Smith, de la Metro-Goldwyn-Mayer, cal destacar que va ser realitzat en color, amb el sistema Kodachrome, i va ser la segona i última pel·lícula en color de la parella, encara que algunes de les pel·lícules que van fer amb Hal Roach es van acolorir per a la seva sortida en vídeo.
El 1949 Oliver Hardy va fer dues aparicions sense el seu company Laurel. John Wayne, amic de Hardy, li va preguntar si volia actuar com a actor de repartiment en la pel·lícula republicana The Fighting Kentuckian. Hardy ja havia treballat amb Wayne i John Ford uns anys abans, en una producció benèfica de l'obra What Price Glory? mentre Laurel es recuperava d'un tractament per a la diabetis. Escèptic al principi, Hardy finalment va acceptar el paper, encoratjat per Laurel. El 1950 Frank Capra va proporcionar a Hardy un petit paper -no surt als crèdits- en la pel·lícula Riding High, amb Bing Crosby. Hardy va demostrar que era un bon actor, encara que no tant com Laurel, i donà una idea de com hauria anat la seva carrera si hagués pres altres vies d'actuació.
El 1951 van rodar la seva última pel·lícula, Robinson Crusoeland, coneguda als Estats Units com Utopia. L'argument era simple: Laurel hereta un vaixell i els nois es fan a la mar. Descobreixen una nova illa, rica en urani, que els fa poderosos, fet que desencadena una guerra de poder amb els habitants de l'illa. La pel·lícula era una producció franco-italiana amb un repartiment internacional, que generà uns quants conflictes interns. S'hi veu un Hardy notablement més obès i un Laurel visiblement malalt que, a més a més, va haver de reescriure el guió per adaptar-lo al seu estil de comèdia. Va ser un rodatge difícil, va rebre molt males crítiques i va acabar essent una mostra de la decadència final de la famosa parella.

## Els últims anys
Després de Robinson Crusoeland, Laurel i Hardy es van prendre un llarg descans perquè el primer es recuperés. En la seva gira europea de principis dels anys cinquanta van gaudir d'un agradable èxit amb diverses representacions d'un curt de Laurel anomenat Birds of a Feather.
El desembre de 1954, el duo va fer la seva única aparició en un programa de televisió nord-americana. Va ser una sorpresa que els va preparar Ralph Edwards per al seu programa en directe This is your Life, en la NBC-TV. El programa va consistir en una sèrie d'aparicions de vells amics seus. Un murmuri de sorpresa va córrer entre el públic quan la parella va fer la seva aparició, ja que, a diferència dels europeus, molta gent pensava que els còmics ja havien mort. A mitjans dels cinquanta, i en part a causa de l'èxit del programa de televisió, van negociar un nou contracte amb Hal Roach Jr. (fill de Hal Roach, que havia comprat els estudis al seu pare) per rodar unes pel·lícules especials per a la televisió que s'anomenarien Laurel & Hardy's Fabulous Fables, però la mala salut dels còmics no ho va permetre.
El 1955 van fer la seva última aparició a la televisió. Van anar a un programa de la BBC sobre la Grand Order of Water Rats, la nova organització d'espectacles de varietats britànica. En el programa, anomenat This is Music Hall, la parella va incorporar una filmació en la qual va recordar els seus vells amics de l'escena anglesa. Van cloure el programa amb un agraïment i un emotiu comiat per a tots els seus admiradors. Va ser el seu adéu definitiu, i el més apropiat. Aquí podem veure un vídeo d'aquell programa: Hardy, preocupat pel seu pes excessiu va decidir, per consell mèdic, sotmetre's el 1956 a una dieta estricta i va baixar de 159 quilos a 95. La seva transformació física va ser absoluta i fins i tot va provocar l'estupor dels seus amics, que no reconeixien Oliver en aquella esvelta figura. Això va pertorbar Hardy, que a partir de llavors es va recloure a casa seva afligit de depressió. El matí del 14 de setembre del 1956 va sofrir un vessament cerebral massiu que li va immobilitzar tot el cos. Hardy va morir, després d'una sèrie de vessaments cerebrals convulsius a les 7:25 h del matí del 7 d'agost del 1957. La causa de la mort es va registrar com a accident vascular greu. Laurel no va anar a l'enterrament. Va dir que Babe, sobrenom pel qual es coneixia Hardy, ho entendria.
Durant els vuit anys que li quedaven de vida, Laurel no va voler tornar a actuar, i rebutjà fins i tot l'oferta de Stanley Kramer per a un breu paper en la seva pel·lícula de 1963 El món és boig, boig, boig.
El 1960 Laurel va rebre un Òscar honorífic per la seva contribució a les comèdies. No volgué anar a la gala (el seu premi el recollí Danny Kaye) i quan l'hi van lliurar a casa seva va afirmar que el guardó li recordava Mister Proper: Stan s'havia tornat un telespectador compulsiu.
Decidit a no tornar a actuar, Laurel, no obstant això, va escriure acudits i guions per a altres còmics. També va rebre moltes visites de la nova generació de còmics entre els quals hi havia Dick Cavett, Jerry Lewis, i Dick Van Dyke. Aquest últim, protegit de Laurel, va fer una imitació de Stan en el seu programa de televisió a principis dels seixanta, que Laurel va veure. Fins i tot li va recomanar una sèrie de gestos per perfeccionar la seva imitació.
Stan Laurel va viure fins al 1965, i va poder veure com el treball del duo era reivindicat en especials de televisió i festivals de cinema clàssic. Va morir d'un atac de cor a la seva casa de Santa Monica, i està enterrat al cementiri Forest Lawn-Hollywood Hills a Los Angeles, Califòrnia.

## Tribut
Pocs mesos després de la mort de Laurel, va tenir lloc a Nova York la inauguració de Sons of the Desert, el club oficial de fans de Laurel i Hardy. El nom es va agafar de la pel·lícula homònima, del 1933. Posteriorment el club tingué seccions en la resta dels Estats Units, Europa i Austràlia.
Larry Harmon va adquirir els drets d'imatge de la parella a mitjans dels seixanta, i el 1966 va produir la sèrie d'animació Laurel and Hardy, amb Hanna-Barbera Productions. Harmon va doblar Laurel, i Jim MacGeorge, Hardy. Les versions animades de Laurel i Hardy també van aparèixer en un episodi de Les Noves Aventures de Scooby-Doo, el 1972, amb Harmon posant la veu als dos personatges.
El 1999 Larry Harmon va produir un llargmetratge, fet directament en vídeo, titulat The All-New Adventures of Laurel and Hardy: For Love of Mummy. L'argument presentava dos nebots ficticis de la parella que cometien els mateixos errors i ficades de pota que els seus llegendaris oncles. Va ser interpretat per Bronson Pinchot i Gailard Sartain.
Les pel·lícules de Laurel i Hardy s'emeten sovint per televisió i en canals per cable, com ara American Movie Classics, Turner Classic Movies, The Family Channel, i Hallmark Channel. La majoria de les seves pel·lícules es poden trobar en DVD.
La pel·lícula Stan & Ollie, dirigida per J. S. Baird i estrenada el 2019, narra els últims anys de la parella còmica. En una accidentada gira per la Gran Bretanya, la decadència de la seva carrera no és motiu per destruir la gran amistat que els unia.

## Curiositats

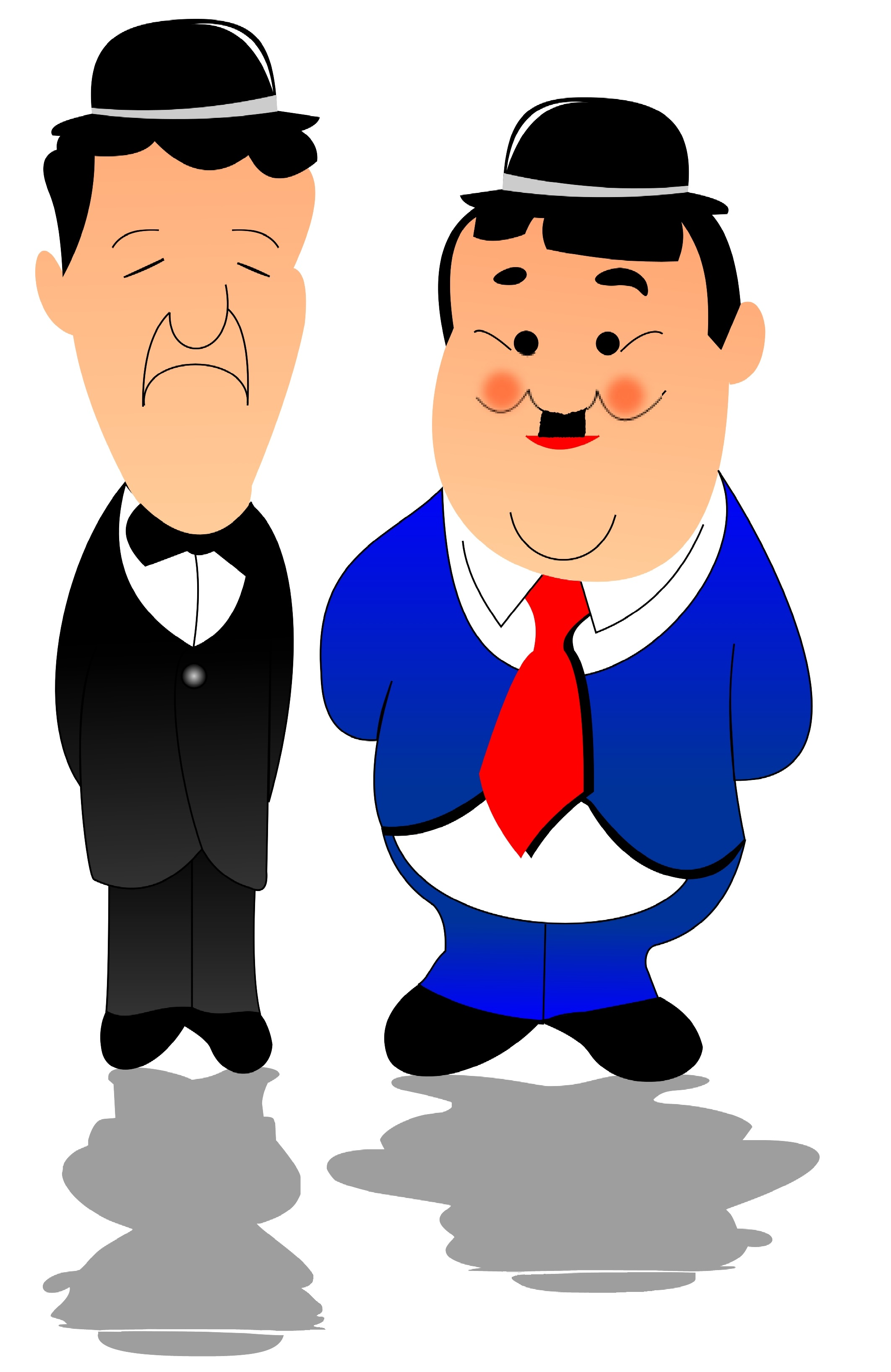
Caricatura de Laurel i Hardy

- Com en molts equips còmics, Laurel i Hardy feien servir en les pel·lícules els seus veritables noms.
- Durant tota la seva carrera l'autèntic conductor i capdavanter de la parella, com hem dit anteriorment, va ser Stan, que va escriure, va produir i de vegades va dirigir molts dels seus treballs. És per això que Laurel sempre va cobrar el doble que Hardy.
- La famosa melodia de Laurel i Hardy, coneguda com The Cuckoo Song, Ku-Ku, o The Waltz of the Cuckoos (Cançó del cucut), va ser composta per a Roach per Marvin Hatley, per a un programa de ràdio. Laurel la va escoltar i va demanar a Hatley usar-la com cançó de Laurel i Hardy. Per a Laurel la melodia de la cançó representava el caràcter de Hardy: pompós i dramàtic, mentre que l'acompanyament era el mateix Laurel: despistat i incapaç de pensar més de dues notes: Ku Ku. El tema original va ser utilitzat per primera vegada en Night Owls (1930), i el 1935 va ser gravat amb una orquestra completa.
- Hi ha dos museus dedicats a Laurel i Hardy. L'un és a Ulverston, Anglaterra, lloc de naixença de Stan Laurel. L'altre està situat a Harlem, Geòrgia, on va néixer Oliver Hardy.
- En una enquesta de 2005, promoguda per The Comedian's Comedian, el duo va ser triat en el setè lloc dels millors números còmics i en el primer lloc com parella còmica. Els qui votaven eren còmics.
- El 1980 moltes de les seves pel·lícules van ser acolorides. Molt poca gent sabia que Laurel en realitat era pèl-roig, ja que les que va acolorir Hal Roach presentaven Laurel amb els cabells de color castany. Curiosament les versions de March of the Wooden Soldiers, tant la de Roach com la reedició de 1980, reflecteixen el color correcte.
- Stan Laurel va reconèixer que odiava plorar quan Hardy el renyava per la seva incompetència, però Roach el va obligar a fer-ho perquè al públic, pel que sembla, li agradava molt.
- La cançó Trail of the Lonesome Pine és l'èxit pòstum més gran d'un duo ja mort. El 1975 va ocupar el segon lloc en les llistes britàniques.
- El 2006 la BBC Four va presentar una ficció en la qual es veia Laurel davant el llit de mort de Hardy, rememorant els vells temps. Es va titular Stan.
- La font d'inspiració de Laurel i Hardy potser fou un petit duo de vodevil nord-americà de principis del segle xx, anomenat Zuhn & Dreis.
- Laurel i Hardy van aparèixer com a legionaris romans en el còmic Obèlix i companyia.
- Josh Ritter, un cantant de Folk nord-americà, parla de la parella en les cançons Girl in the War i Thin Blue Flame del seu àlbum The Animal Years.
- El conegut il·lustrador nord-americà, Maurice Sendak, que va créixer amb les pel·lícules de Laurel i Hardy, ha usat la imatge de Hardy en dues ocasions. Primer, en triple versió, en el seu clàssic In The Night Kitchen, i, recentment, en Brundibar, escrit per Tony Kushner.